# Chaetodon aureofasciatus
Chaetodon aureofasciatus là một loài cá biển thuộc chi Cá bướm (phân chi Discochaetodon) trong họ Cá bướm. Loài này được mô tả lần đầu tiên vào năm 1878.

## Từ nguyên
Tính từ định danh aureofasciatus được ghép bởi hai âm tiết trong tiếng Latinh: aureus ("mạ vàng") và fasciatus ("có sọc"), hàm ý đề cập đến các dải sọc cam băng qua mắt và gốc vây ngực của loài cá này.

## Phạm vi phân bố và môi trường sống
C. aureofasciatus có phạm vi phân bố giới hạn từ vùng biển phía nam Papua New Guinea trải dài xuống Úc (đến ít nhất là mũi North West ở Tây Úc và rạn san hô Great Barrier ở bờ đông).
C. aureofasciatus sống tập trung trên các rạn viền bờ ở độ sâu đến ít nhất là 20 m. C. aureofasciatus chịu được hàm lượng nước ngọt tương đối cao nên có thể bắt loài này gặp ở vùng biển gần cửa sông.

## Mô tả
C. aureofasciatus có chiều dài cơ thể lớn nhất được ghi nhận là 12,5 cm. Loài này có màu xám và được bao quanh bởi màu vàng cam dọc theo lưng và bụng. Đầu có một sọc màu nâu cam viền xanh xám từ gáy băng dọc qua mắt, và một sọc cam ở phía sau băng dọc qua gốc vây ngực (ngay rìa trước sọc này có sọc xanh). Nửa sau của vây đuôi trong suốt. Vây ngực trong suốt, các vây còn lại có màu vàng.
Số gai ở vây lưng: 10; Số tia vây ở vây lưng: 20–22; Số gai ở vây hậu môn: 3; Số tia vây ở vây hậu môn: 17–18; Số tia vây ở vây ngực: 14–15; Số gai ở vây bụng: 1; Số tia vây ở vây bụng: 5; Số vảy đường bên: 38–42.

## Sinh thái học
C. aureofasciatus là loài ăn san hô bắt buộc, chủ yếu là các loài san hô cứng thuộc các chi như Acropora, Pocillopora, Montipora hay Porites, tuy nhiên có thể ăn cả san hô mềm nếu san hô cứng ưa thích của chúng không xuất hiện nhiều trong khu vực.
Cá con thường ẩn mình trong các cụm san hô nhánh; cá trưởng thành sống đơn độc hoặc kết đôi với nhau.

## Phân loại học
C. aureofasciatus hợp thành nhóm chị em với hai loài Chaetodon rainfordi và Chaetodon octofasciatus dựa trên kết quả phân tích phát sinh chủng loại phân tử. Ngoài ra, những cá thể mang đặc điểm hình thái trung gian giữa C. aureofasciatus với C. rainfordi đã được bắt gặp trong tự nhiên.

## Thương mại
C. aureofasciatus ít được xuất khẩu trong ngành thương mại cá cảnh. Loài này khó sống trong điều kiện nuôi nhốt.